# NGC 1190
NGC 1190 (również PGC 11508 lub HCG 22B) – galaktyka soczewkowata (S0), znajdująca się w gwiazdozbiorze Erydanu. Odkrył ją Francis Leavenworth 2 grudnia 1885 roku. Wraz z sąsiednimi NGC 1189, NGC 1191, NGC 1192 i NGC 1199 wchodzi w skład zwartej grupy galaktyk Hickson 22 (Hickson Compact Group 22, HCG 22).